# Ølstykke Herred

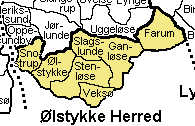
Ølstykke Herred

Ølstykke Herred was een herred in het voormalige Frederiksborg Amt in Denemarken. De herred was eerder bekend onder de naam Jørlunde Herred, hoewel die niet geheel met het latere Ølstykke overeenkwam. Jørlunde zelf werd deel van Lynge-Frederiksborg Herred. In 1970 werd het gebied deel van de nieuwe provincie Frederiksborg.

## Parochies
De herred was verdeeld in zeven parochies
- Farum
- Stenløse
- Slagslunde
- Veksø
- Ganløse
- Snostrup
- Ølstykke